# Acrocercops nereis
Acrocercops nereis là một loài bướm đêm thuộc họ Gracillariidae. Loài này có ở New South Wales, Queensland và South Úc.